# Billy Hatcher
Pour le jeu vidéo, voir Billy Hatcher and the Giant Egg.
William Augustus Hatcher (né le 4 octobre 1960 à Williams, Arizona, États-Unis) est un ancien voltigeur au baseball. Il a joué dans les Ligues majeures pour sept équipes différentes de 1984 à 1995.
Il est aujourd'hui instructeur au premier but pour les Reds de Cincinnati.

## Carrière
Billy Hatcher a porté les couleurs des Cubs de Chicago (1984-1985), des Astros de Houston (1986-1989), des Pirates de Pittsburgh (1989), des Reds de Cincinnati (1990-1992), des Red Sox de Boston (1992-1994), des Phillies de Philadelphie (1994) et des Rangers du Texas (1995).
Il a connu ses meilleures saisons chez les Astros en 1987 (moyenne au bâton de,296, 63 points produits, 53 buts volés) et chez les Red Sox en 1993 (moyenne de,287 avec 57 points produits).
Hatcher a connu beaucoup de succès en séries éliminatoires. Il a maintenu une moyenne au bâton de,404 en 14 parties d'après saison avec Houston et Cincinnati. Il détient d'ailleurs le record des Ligues majeures pour la moyenne au bâton la plus élevée dans une Série mondiale d'une durée de 4 parties. En 1990, dans une série balayée par les Reds de Cincinnati, pourtant négligés face aux A's d'Oakland, Hatcher a frappé 9 coups sûrs en à peine 12 présences au bâton, pour une moyenne de,750. Il surpassait ainsi la moyenne de,625 maintenue en 4 matchs par Babe Ruth dans la Série mondiale de 1928.
Après sa carrière de joueur, Billy Hatcher a passé 10 années dans l'organisation des Devil Rays de Tampa Bay, pour qui il a notamment été instructeur au premier but pendant cinq saisons (1998-1999 puis 2003 à 2005), instructeur au troisième but pendant un an (2000), et entraîneur adjoint pendant deux ans (2001-2002). Il est instructeur au premier but pour Cincinnati depuis 2006.